# Aetobatus ocellatus
Aetobatus ocellatus  (лат.) — вид хрящевых рыб семейства орляковых скатов отряда хвостоколообразных надотряда скатов. Они обитают в тропических и субтропических водах Индийского и юго-западной части Тихого океана. Встречаются на глубине до 100 м. Максимальная зарегистрированная длина 153 см. Грудные плавники этих скатов срастаются с головой, образуя ромбовидный диск, ширина которого превосходит длину. Характерная форма плоского рыла напоминает утиный нос. Тонкий хвост длиннее диска. Окраска дорсальной поверхности диска тёмно-зелёного цвета с многочисленными  белыми пятнышками.
Подобно прочим хвостоколообразным Aetobatus ocellatus размножаются яйцеживорождением. Не являются объектом целевого промысла.

## Таксономия и филогенез
Впервые вид научно описан в 1823 году как Myliobatus ocellatus на основании экземпляра, полученного из Явы. Было признано, что описание соответствует ранней иллюстрации (1803) Eel tenkee из Индии. Позднее вид описывали многочисленные авторы под названиями, признанными младшими синонимами. Неотип представляет собой неполовозрелого самца длиной 142,2 см с диском шириной 47,7 см, пойманного у берегов Индонезии. Видовой эпитет происходит от слова лат. ocellus — «глазок»
.

## Ареал и места обитания
Aetobatus ocellatus широко распространены в тропических и субтропических водах Индийского океана и юго-западной части Тихого океана у берегов Австралии, Индонезии, Японии, Китая, Гонконга и Гавайских островов.

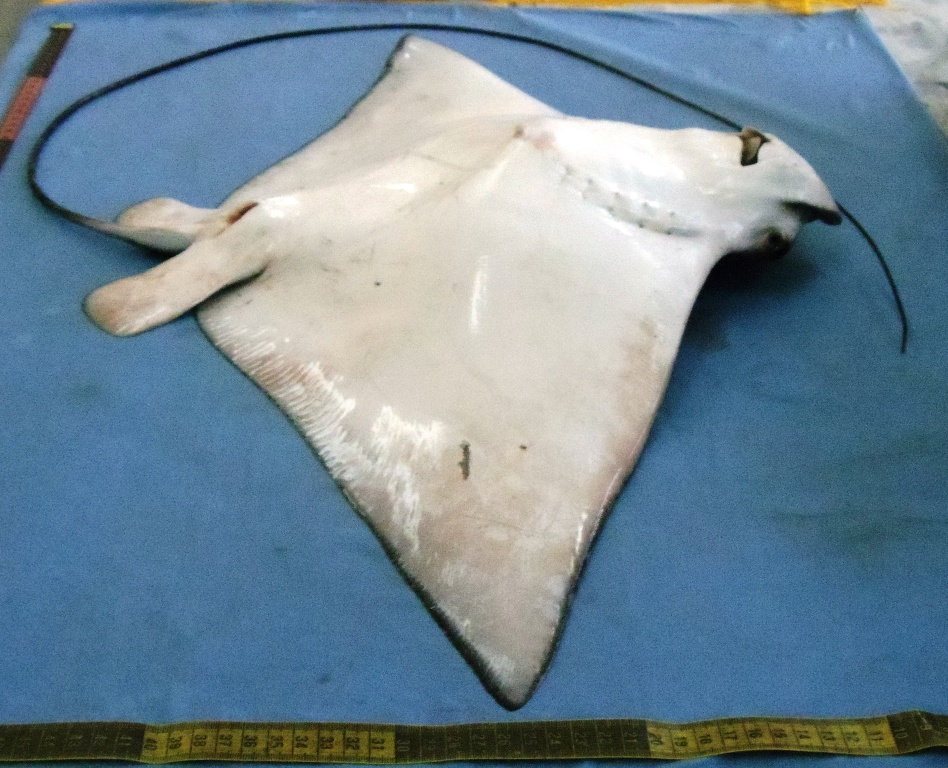
Вентральная сторона

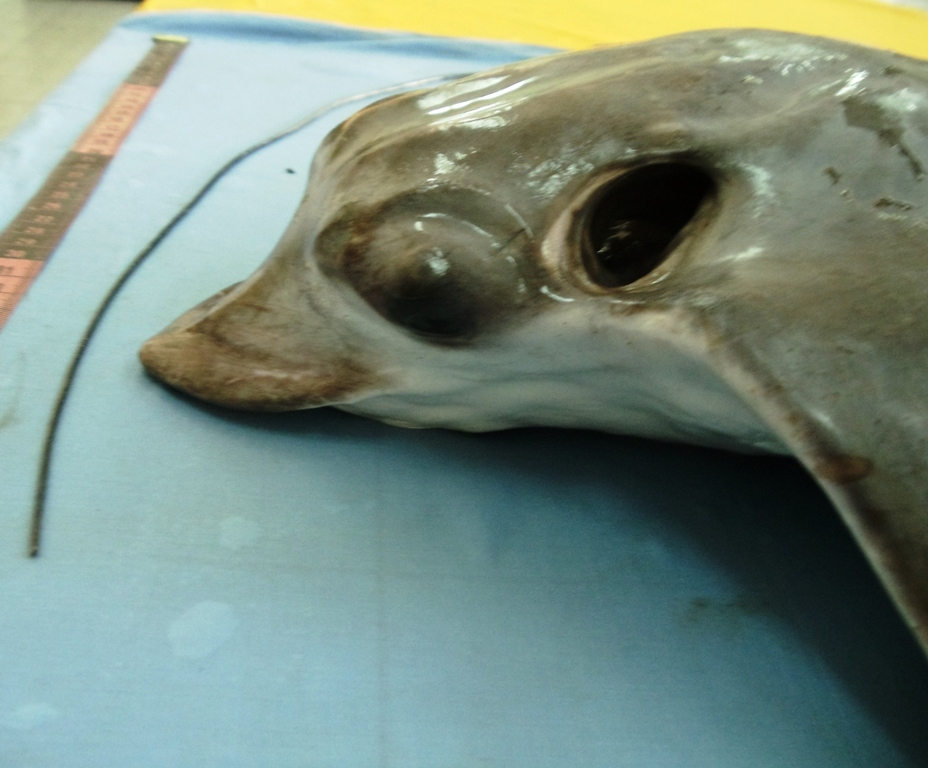
Голова Aetobatus ocellatus (вид сбоку)

## Описание
Грудные плавники этих скатов срастаются с головой, образуя ромбовидный плоский диск, ширина которого в 1,63—1,8 раз превышает длину, края плавников имеют форму заострённых («крыльев»), задние края слегка вогнуты. Длина передних краёв грудных плавников составляет 47,8—51,4 % ширины диска и в 1,33 раза превышает длину их основания. Свободные задние края слегка накладываются на брюшные плавники. Наибольшую толщину (7,86—8,86 от ширины) диск имеет позади головы. Характерная форма треугольного плоского рыла, образованного сросшимися передними краями грудных плавников, напоминает утиный нос. На вентральной поверхности диска имеются 5 пар небольших S-образных жаберных щелей, довольно крупный поперечный рот и ноздри. 

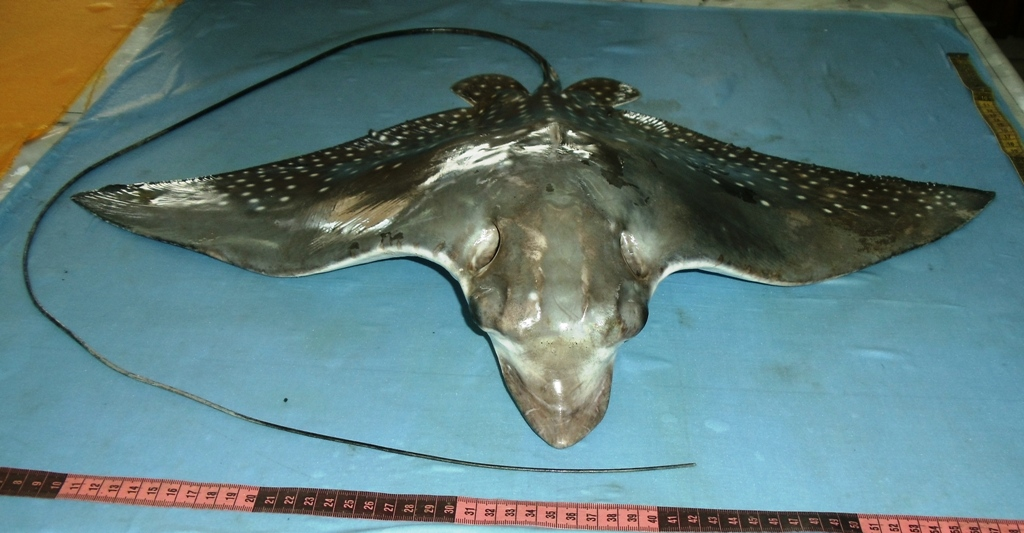
Вид спереди

Голова короткая и широкая, сильно выступает за линию, образованную передним краем грудных плавников. Черепная область головы  широко закруглена с дорсо-вентральной точки зрения. Хрящевой череп выдаётся над глазами и брызгальцами. Перед глазами рыло выпуклое, а перед основанием ростральной доли становится глубоко выгнутым. Длина головы по вентральной стороне равна 25,3—29,9 % ширины диска. Расстояние от кончика рыла до рта в 1,1 раза превышает ширину рта и в 1,89 раз расстояние между ноздрями. Ширина головы у основания грудных плавников равна 15,2—17,5 % ширины диска и в 1,69 раз превосходит свою высоту. Ростральная доля мясистая, довольно длинная (у неполовозрелых особей относительно короче по сравнению с взрослыми). Позади глаз расположены брызгальца.  Небольшие округлые глаза расставлены довольно широко (8,4—10,4 % от ширины диска), слегка выступают над поверхностью головы, диаметр в 2,09—3,03 раз больше длины расположенных позади них крупных овальных брызгалец. Брызгальца лучше видны при взгляде сверху, чем сбоку. Между ноздрями пролегает удлинённая кожистая мембрана, разделённая на лопасти, с бахромчатым нижним краем, ширина которой в 2,9—5,3 раз превышает длину. Кожа лишена чешуи, колючек и бляшек. Брюшные плавники довольно крупные, тонкие, в форме четырёхугольника. Спинной плавник маленький, сильно наклонённый, расположен позади основания брюшных плавников. Кнутовидный, постепенно утончающийся к кончику хвост в 2,14—2,41 раз превышает ширину диска. На дорсальной поверхности расположены несколько тонких, зазубренных по бокам шипов, длина которых составляет 9,2—10,6 % ширины диска. Нижние зубы имеют V-образную форму. Передние зубы нижней челюсти видны, даже когда рот закрыт. Кожа на подбородке и по краям нижней челюсти мясистая, покрыта складками и выростами, на симфизе имеется небольшая выемка. Окраска дорсальной поверхности диска зеленовато-серого или красновато-коричневого цвета с многочисленными размытыми белыми пятнышками. Вентральная поверхность диска желтовато-белая. Количество лучей грудных плавников 102—107, позвонков 99—100. Максимальная зарегистрированная длина 153 см, а масса 200 кг.

## Биология
Подобно прочим хвостоколообразным Aetobatus ocellatus  относится к яйцеживородящим рыбам. Эмбрионы развиваются в утробе матери, питаясь желтком и гистотрофом. На этих скатах паразитируют моногенеи Merizocotyle pseudodasybatis и цестоды Hornellobothrium gerdaae, H. iotakotta, H. kolossakotta и H. najaforme.

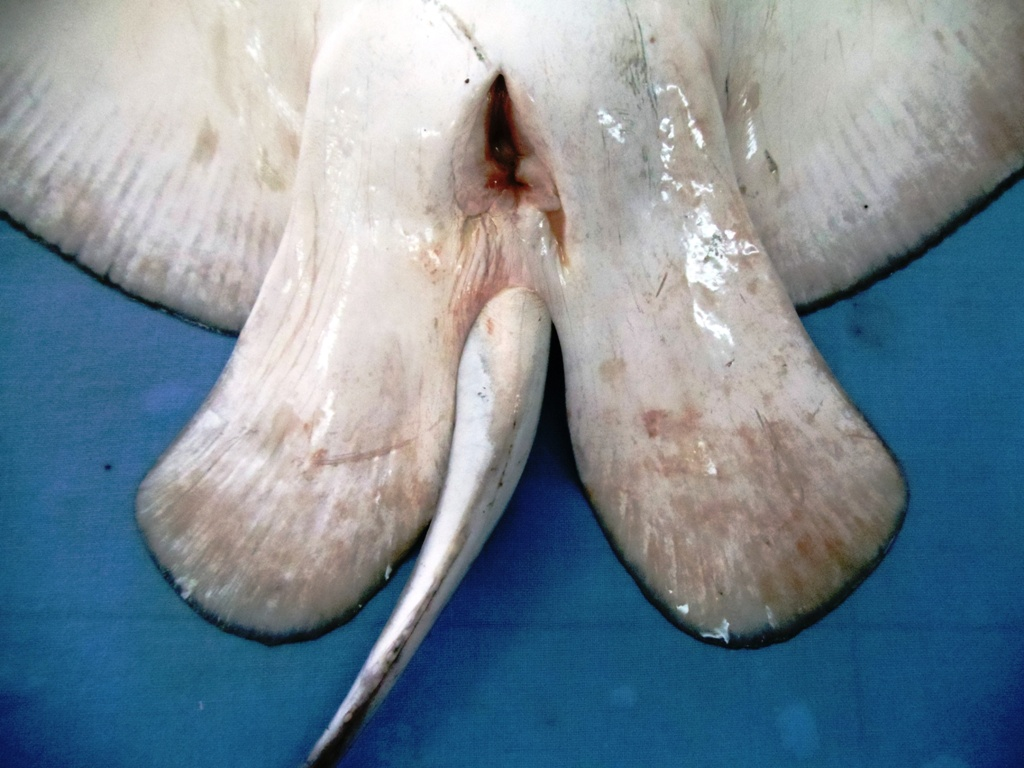
Шип у основания хвоста.

Рацион Aetobatus ocellatus состоит из брюхоногих, двустворчатых моллюсков, ракообразных, червей, осьминогов и костистых рыб.

## Взаимодействие с человеком
Aetobatus ocellatus не являются объектом целевого лова. Из-за ядовитых шипов представляют потенциальную опасность для человека. Международный союз охраны природы пока не оценил статус сохранности вида.